# День памяти жертв геноцида армян

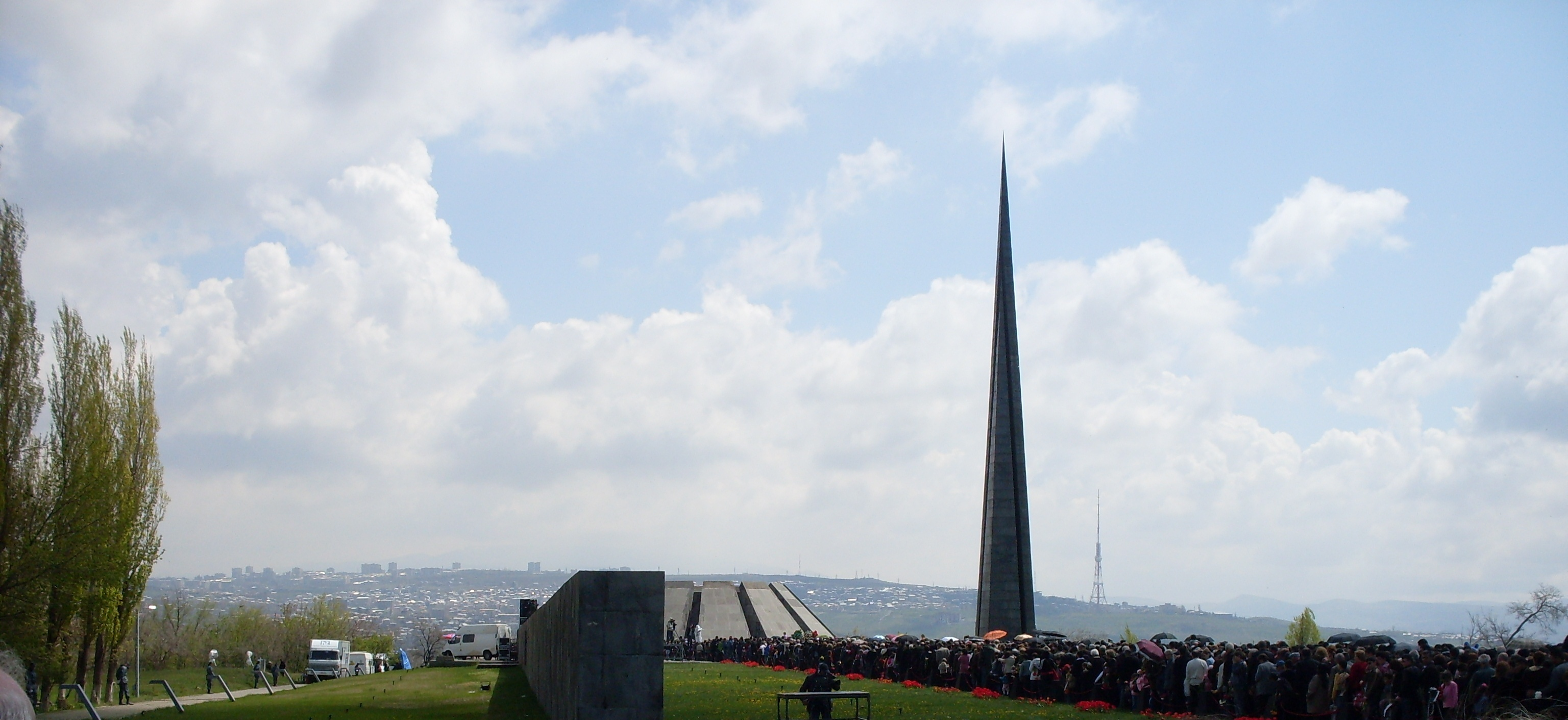
Традиционное шествие к мемориальному комплексу геноцида армян в Ереване 24 апреля (2009)

День памяти жертв геноцида армян (арм. Մեծ Եղեռնի զոհերի հիշատակի օր) отмечается ежегодно 24 апреля в память о жертвах геноцида армян в Османской империи. 15 апреля 2015 года Европарламент объявил 24 апреля европейским Днем памяти жертв геноцида армян в Османской империи. С 2019 года национальный день памяти жертв геноцида армян во Франции.

## История возникновения
Несмотря на то, что планомерное и институционально подкреплённое уничтожение армянского населения в Османской Турции началось ещё с конца XIX века, 24 апреля в качестве мемориальной даты выбрано не случайно. Именно в этот день в 1915 году в османской столице Стамбуле были арестованы и позднее умерщвлены более 800 представителей армянской интеллигенции. Так армянский народ, большая часть которого на тот момент проживала в Западной Армении, лишился большей части интеллектуальной элиты. Вслед за этим событием последовала череда убийств и выселений этнических армян, получившая название «геноцид армян».
Традиционно в этот день миллионы армян и сочувствующих им представителей других народов в разных странах мира отдают дань памяти жертвам геноцида, унёсшего жизни около 1,5 миллионов армян или около половины всех армян мира на тот период. Сохранились лишь армяне Российской империи, а также армяне-беженцы в третьих странах. Каждый год в этот день сотни тысяч людей в Ереване поднимаются на мемориальный холм Цицернакаберд и возлагают гвоздики и тюльпаны к вечному огню.
Значимость этого дня в Армении не ослабевает с течением времени, что отчасти связано с кампанией мировой общественности по принуждению Турции к признанию геноцида армян.

## Факельное шествие 23 апреля
С 1999 года в Ереване вечером 23 апреля проходит ежегодное факельное шествие к Мемориалу памяти жертв Геноцида армян Цицернакаберд с сожжением турецкого флага. Организатором шествия является молодёжное крыло Армянской революционной федерации Дашнакцутюн. Вечером 23 апреля, также по традиции, некоторые жители Еревана и других городов Армении и мира в память о безвинно погибших зажигают свечу в окнах своих квартир.

## Галерея

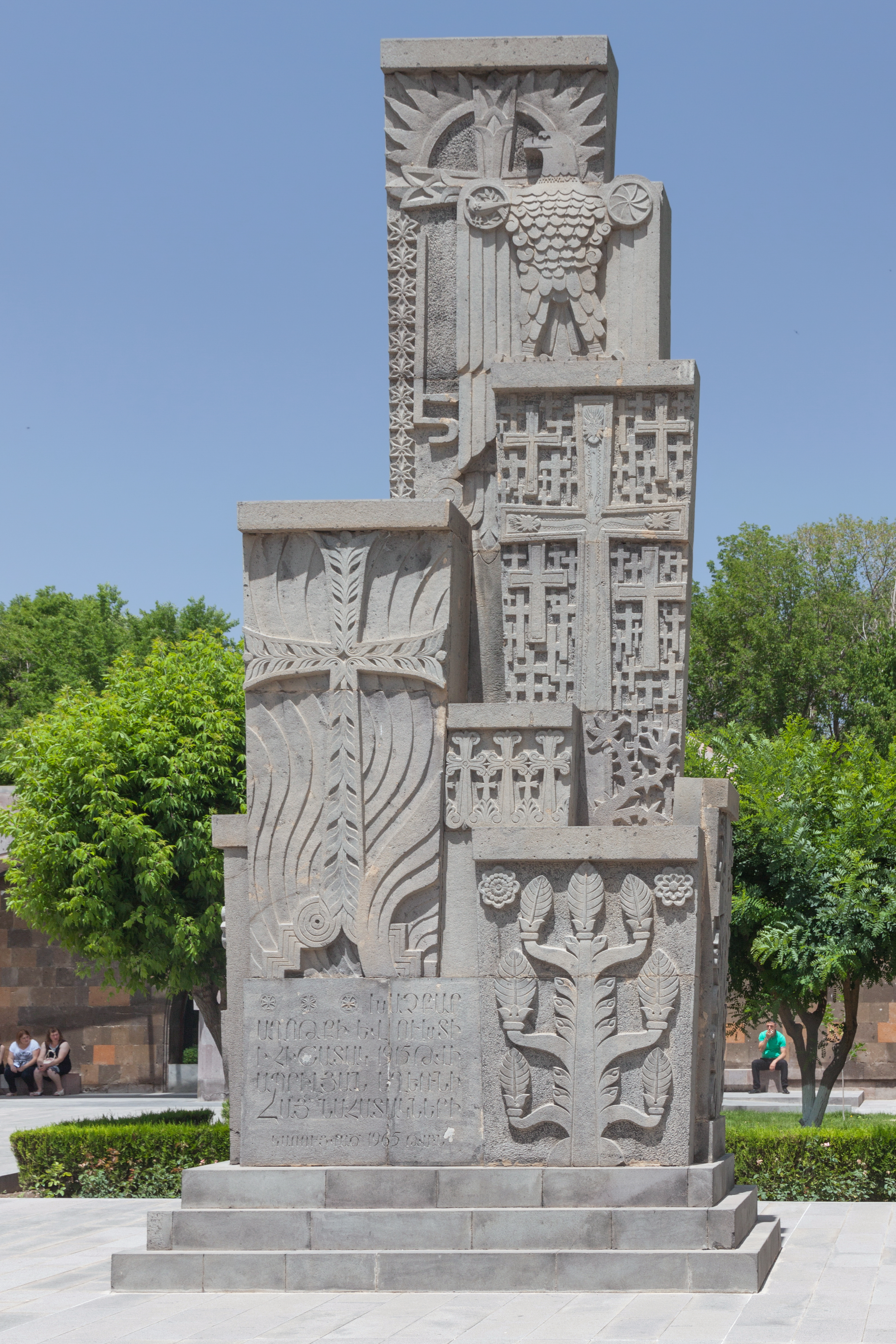
Мемориал в Вагаршапате
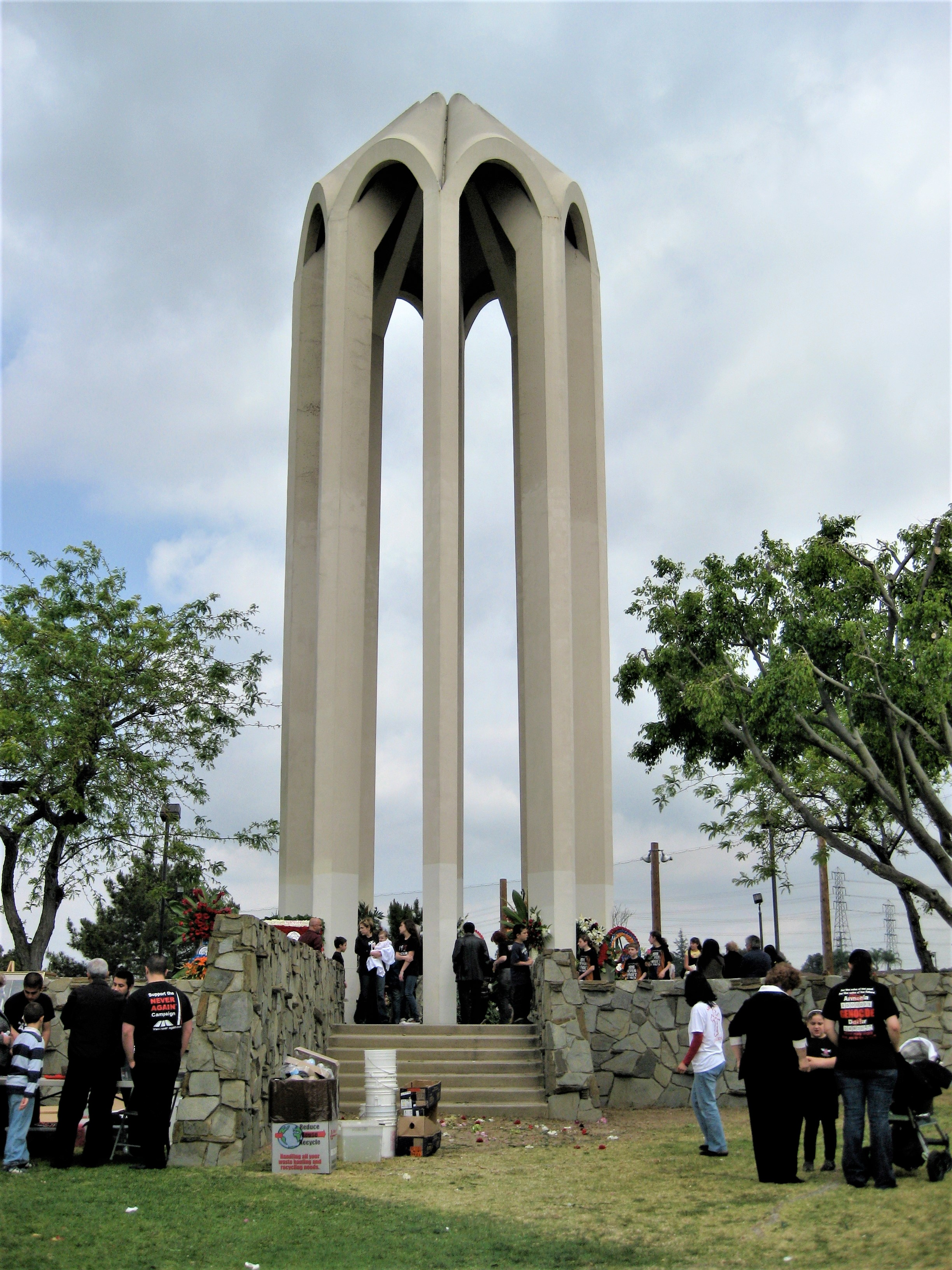
Памятник в Лос-Анджелесе, посвящённый памяти жертв геноцида армян
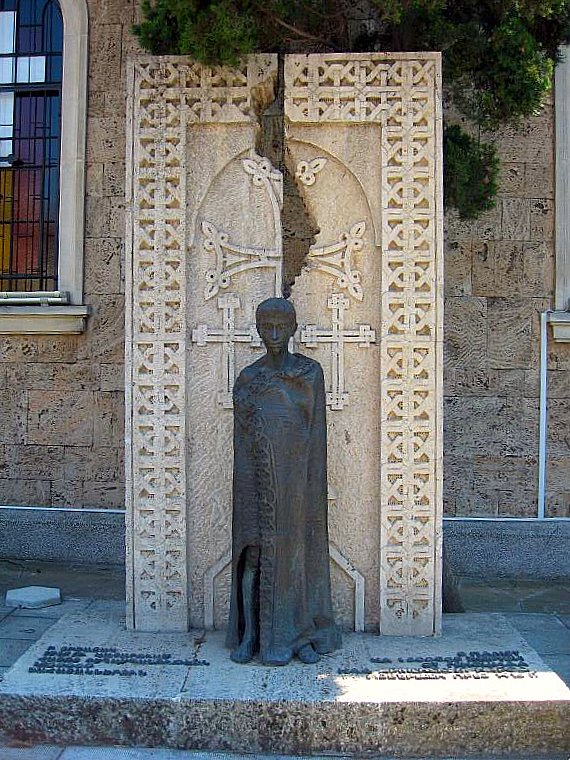
Памятник в Бургасе (Болгария), посвящённый памяти жертв геноцида армян
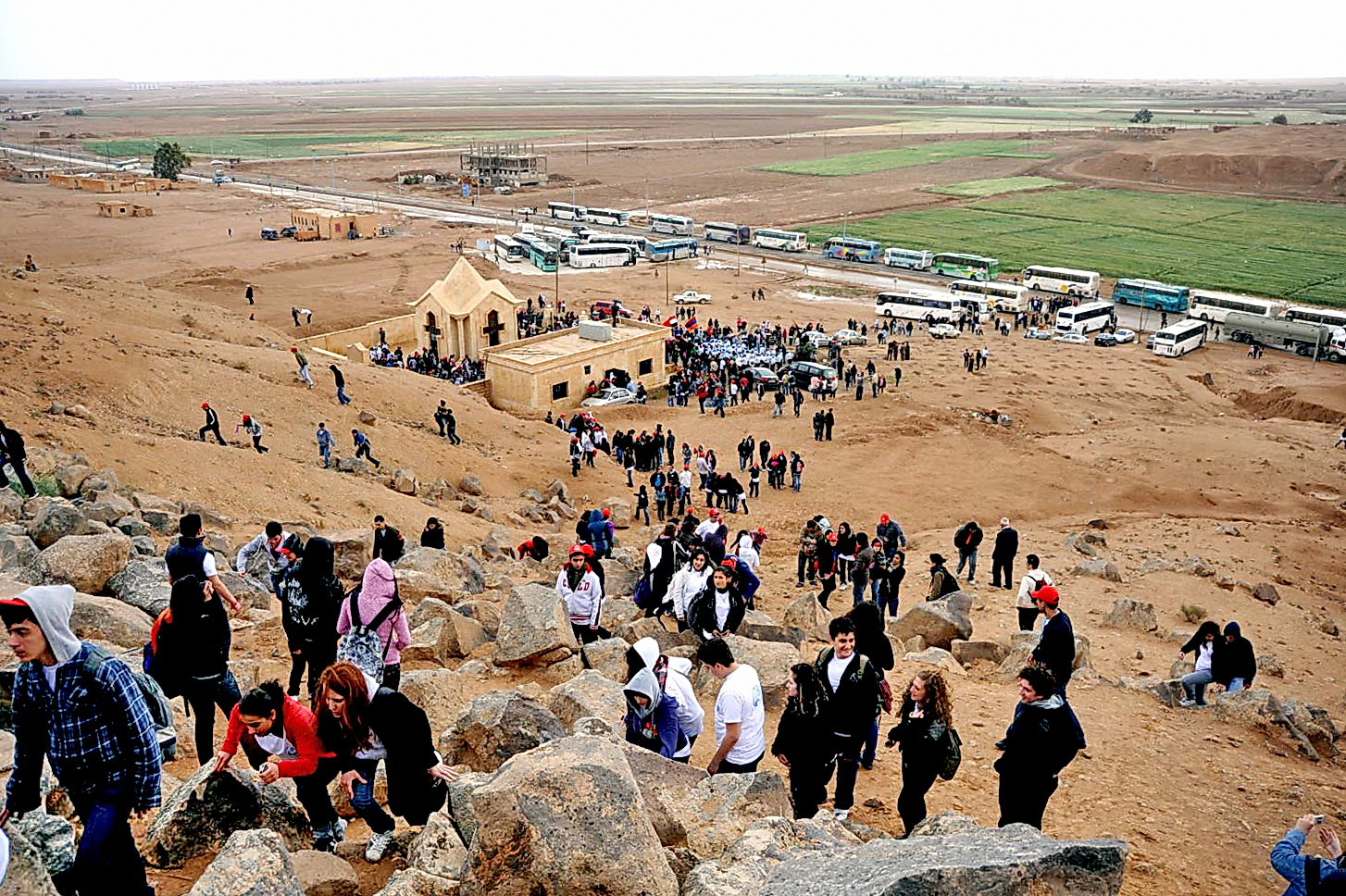
Паломническая поездка 24 апреля в сирийскую пустыню Дейр-эз-Зор, где в концентрационных лагерях были истреблены сотни тысяч армян
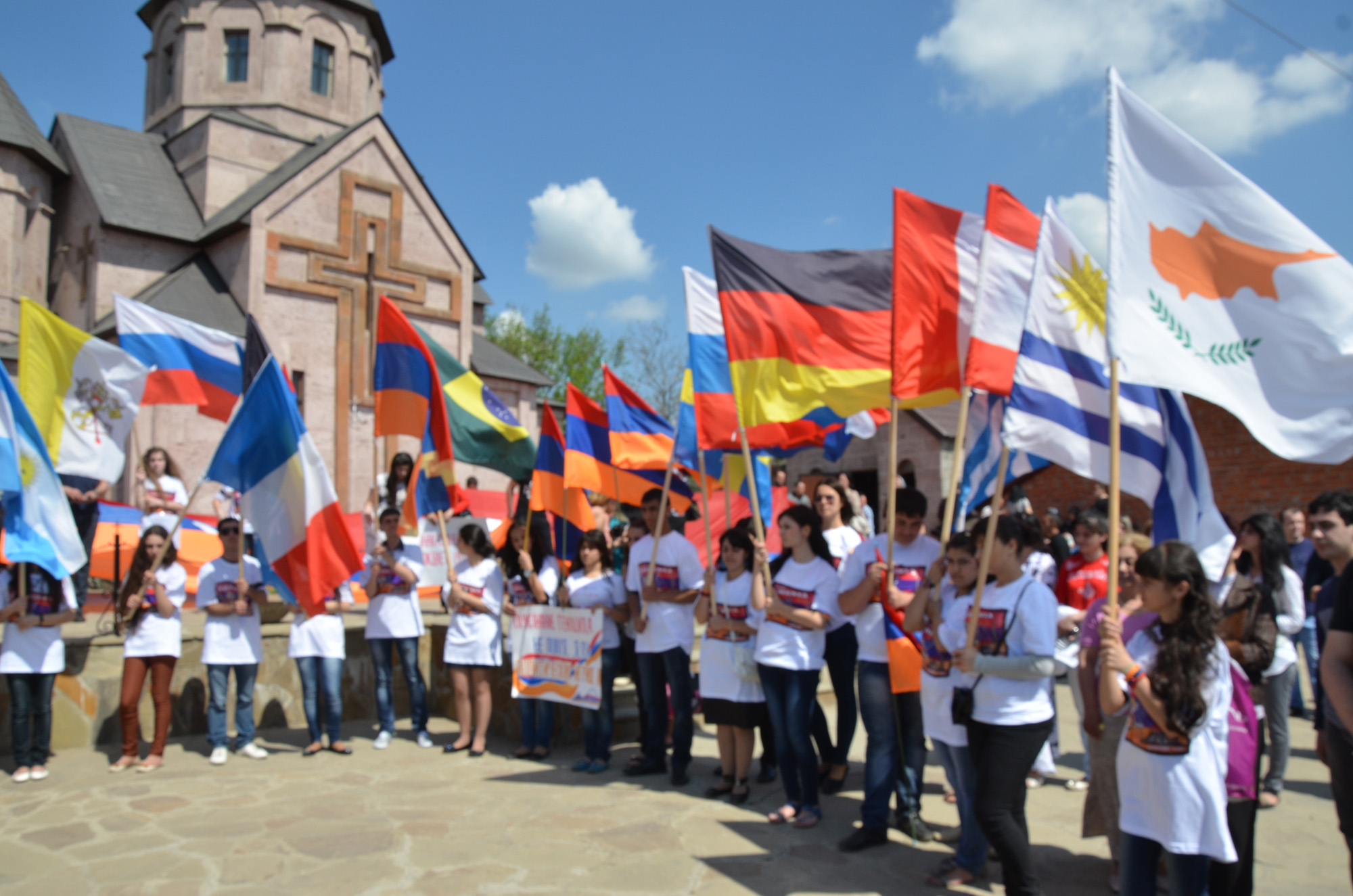
Митинг памяти, 24 апреля 2012 года, Волгоград, Россия
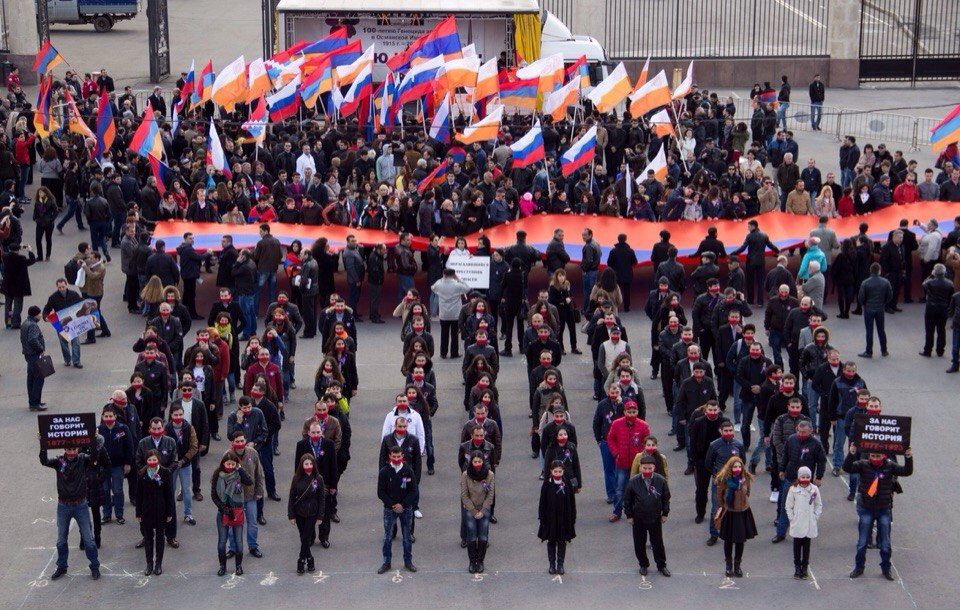
Митинг памяти, 24 апреля 2015 года, Москва, Россия